# Laureano Domínguez Ruiz
Laureano Domínguez Ruiz es un escritor e investigador colombiano nacido en Itagüí el 26 de octubre de 1960.

## Historia
Laureano Domínguez Ruiz nació en el año de 1960 en la ciudad de Itagüí. En el año de 1981  escribió su obra Los Discípulos de la Sal.  En el año de 1982  viaja a Buenos Aires (Argentina), donde hace estudios de periodismo. En el año de 1986 escribe su obra La Dama del Castillo Verde. 

## Vida y obra
En su obra La Dama del Castillo Verde, Domínguez Ruiz escribe en forma de novela un recuento de experiencias y conclusiones que giran en torno al concepto del  Atavismo, concepto traído de la Biología. 
Se dedicó a investigar en profundidad las facultades del “agua marina” sus sales minerales, el cloruro sódico ya que es el elemento más influyente en 35‰ (3,5% o 35 g/L). Dentro de esta investigación surgieron los estudios y la influencia de René Quinton un científico nacido en Francia que realizó trabajos sobre el llamado plasma de Quinton. 
Domínguez Ruiz ha escrito varios estudios sobre los resultados de su investigación, en los que resalta efectos positivos en niños con desnutrición y recuperación y estabilización en el sistema sanguíneo de los seres humanos. Por esta razón ha creado unos “dispensarios marinos” que tratan el agua marina dejándola viable para tratamientos de distintas enfermedades. Estos  “dispensarios marinos” ya han sido aprobados en algunos centros de investigación en Colombia incluso se han iniciado una serie de tratamientos para la desnutrición. Muchos de sus estudios se encuentran en la Universidad de Antioquia
Sus escritos siempre han jugado entre lo científico y lo literario, dentro de la obra literaria novela. Los personajes se desempeñan en un conjunto de inquietudes que al final tienen como recompensa posibles conclusiones.

## Obras literarias
- Los Discípulos de la Sal
- La Dama del Castillo Verde
- Reflexiones Atávicas

## Obras científicas
- Efectos del agua marina